# Opel Astra G
| Sterne im Euro-NCAP-Crashtest |

Der Opel Astra G ist ein Fahrzeugtyp der Kompaktklasse der Adam Opel AG und wurde als Nachfolger des Opel Astra F in Deutschland von März 1998 bis Dezember 2004 gebaut. Nachfolger wurde ab 2004 der Opel Astra H.

## Modellgeschichte

### Allgemeines
Von 1998 bis 2004 wurden die mit dem Opel Astra G baugleichen Modelle Holden Astra TS (in Australien) und Vauxhall Astra Mk4 (in Großbritannien) hergestellt.
In verschiedenen arabischen Ländern und auf den Philippinen wurde der Astra G mit Schrägheck und Stufenheck (auf den Philippinen nur mit Stufenheck) sowie als Caravan (Kombi) angeboten. Die Caravan-Version für die arabischen Länder verfügte über eine erhöhte Bodenfreiheit.
Für den nordafrikanischen Raum wurde der Opel Astra G zwischen 2002 und 2009 in Ägypten von General Motors Egypt produziert. Er war dort lediglich als Stufenhecklimousine erhältlich.
In mehreren Ländern Mittel- und Osteuropas wurde der Astra G seit Oktober 2003 unter dem Namen Opel Astra Classic II als (günstigere) Alternative zum Astra H angeboten. Der Classic II war mit Schräg- und Stufenheck sowie als Caravan erhältlich und wurde bis August 2009 in Gleiwitz, Polen, produziert.
In Argentinien, Brasilien und Uruguay vertrieb General Motors eine überarbeitete Version des Astra G mit Schräg- und Stufenheck unter dem Namen Chevrolet Astra.
Von September 2004 an wurde eine teilweise modifizierte Stufenheck-Version zudem für den russischen Markt als GM-AvtoVAZ Chevrolet Viva von GM-AvtoVAZ in Toljatti, Russland, hergestellt. Im März 2008 musste die Produktion jedoch aufgrund zu geringer Verkaufszahlen eingestellt werden.
Die in Kontinentaleuropa gefertigten Opel Astra G (inklusive der ca. 250.000 in Polen gebauten Classic-II-Versionen) erreichten im Juli 2008 eine Stückzahl von 3,95 Millionen. Hinzu kommen die als Lizenzmodelle in Großbritannien und im außereuropäischen Ausland gebauten Fahrzeuge, deren Gesamtzahl nur schwer bezifferbar ist.

### Modellvarianten
- drei- und fünftüriges Schrägheck (CC), Fahrzeugtyp: T98 (März 1998 bis März 2004)
- viertüriges Stufenheck (Limousine), Fahrzeugtyp: T98/NB (Juli 1998 bis März 2004)
- fünftüriger Kombi (Caravan), Fahrzeugtyp: T98/Kombi (März 1998 bis Juli 2004; als CNG bis Januar 2005[2])
- zweitüriges Coupé, Fahrzeugtyp: T98C (März 2000 bis Dezember 2004)
- zweitüriges Cabriolet, Fahrzeugtyp: T98C (März 2001 bis Dezember 2005)
- zweitüriger Lieferwagen, Fahrzeugtyp: Van

Die Verbreitung der jeweiligen Modellvarianten des Astra G ist weltweit von Region zu Region unterschiedlich. So war die Stufenheck-Variante in Deutschland und Westeuropa nie sehr beliebt und ist dort entsprechend selten. In Osteuropa sowie in mehreren Ländern außerhalb Europas kommt sie hingegen deutlich häufiger vor.
Die Lieferwagen-Variante wurde in Deutschland nie offiziell angeboten, einige Fahrzeuge befinden sich jedoch stellenweise im Bestand von Behörden. Als Konstruktionsbasis für den Lieferwagen diente der Astra G Caravan (Kombi), ab der B-Säule gibt es jedoch weder Türen noch Fenster. Modelle in den Niederlanden haben ein Hochdach.

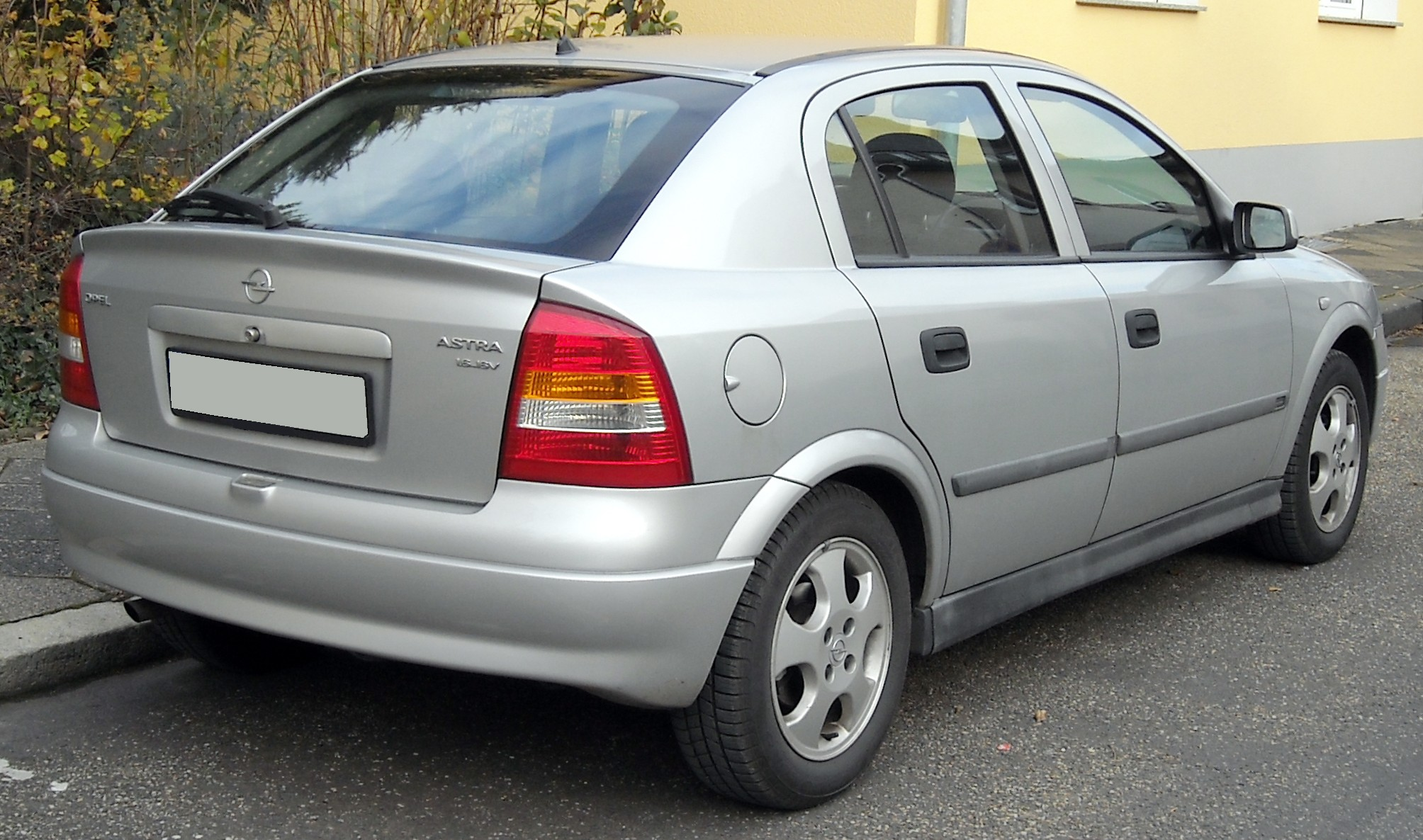
Opel Astra Fünftürer (1998–2004)
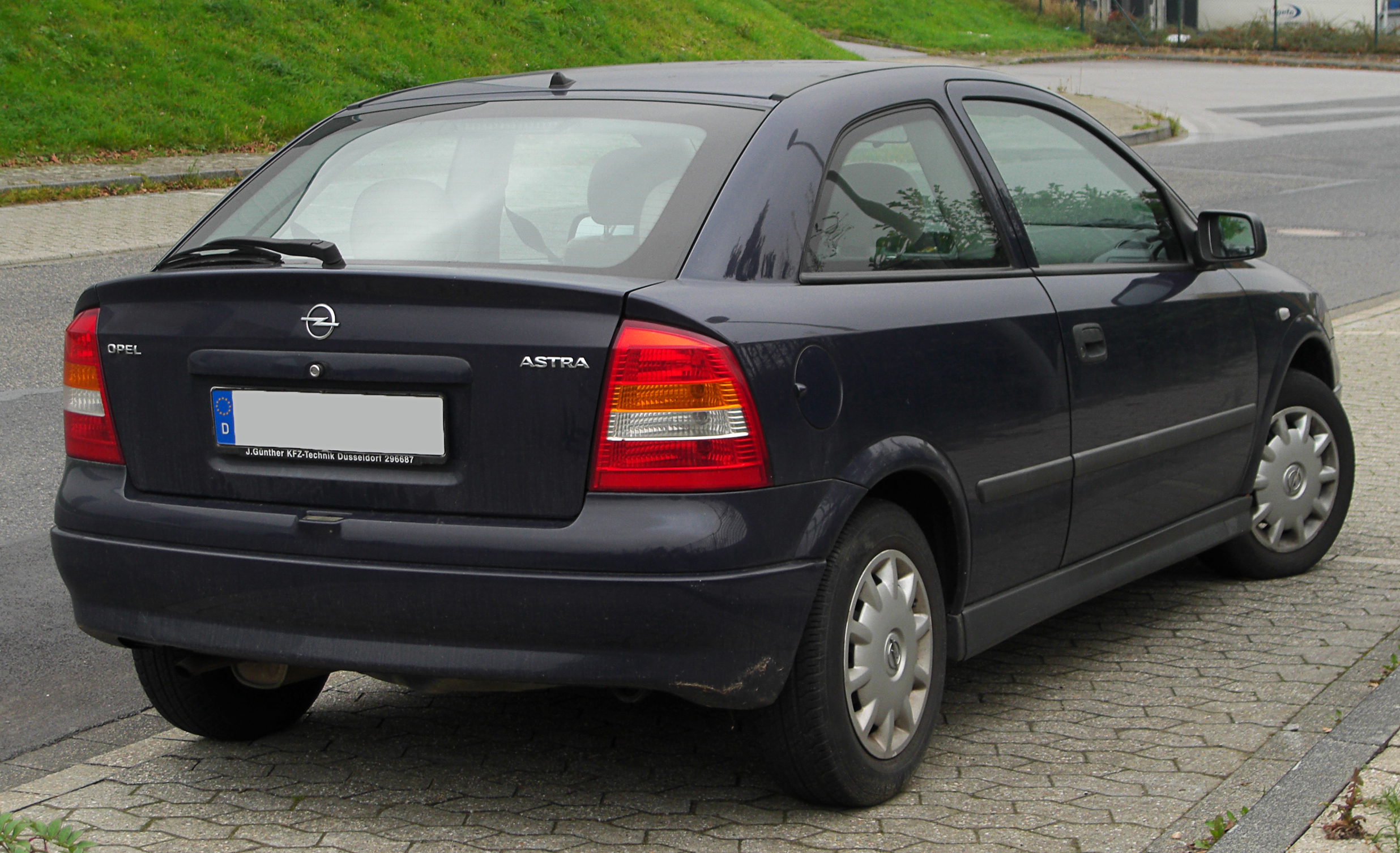
Opel Astra Dreitürer (1998–2004)
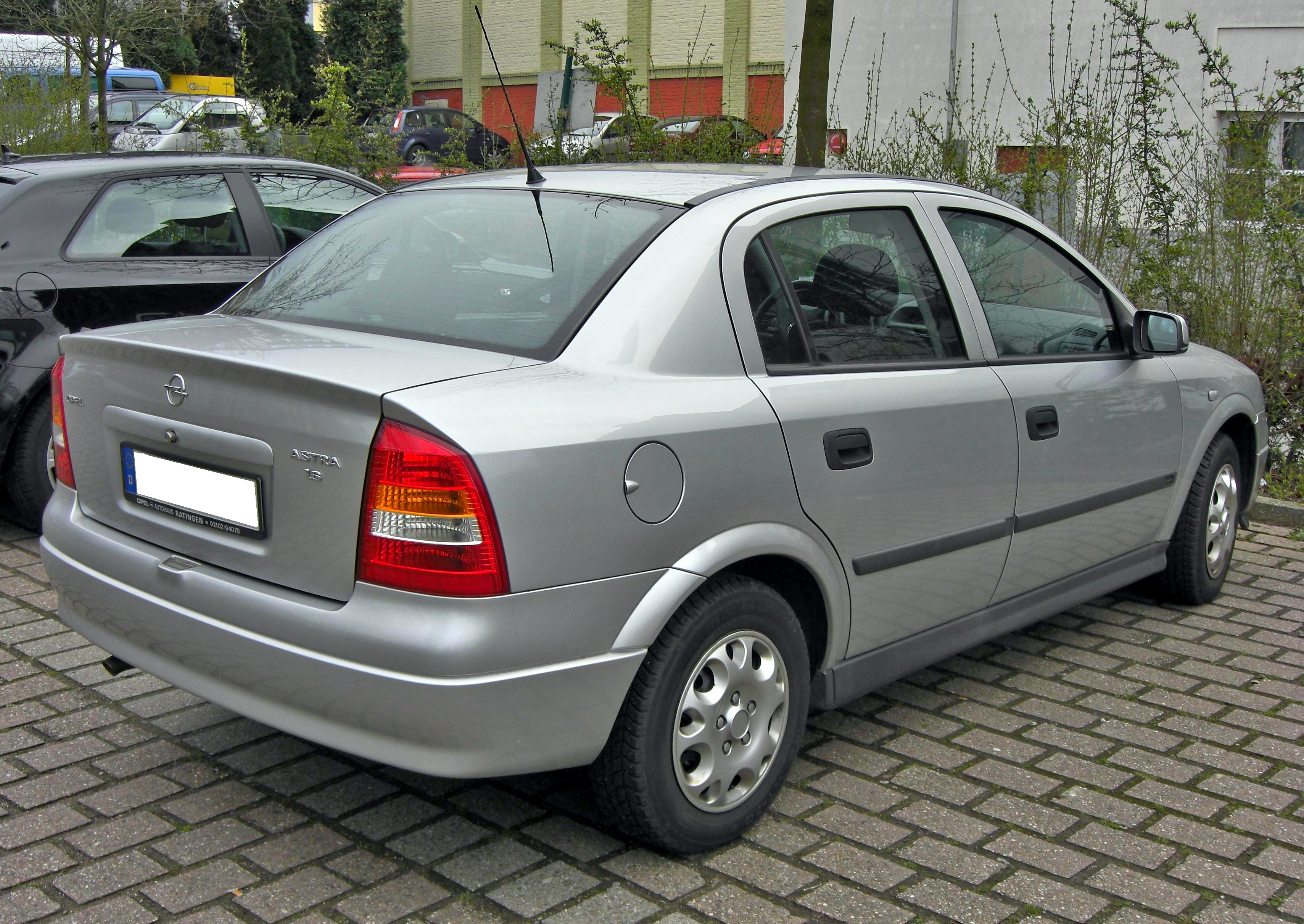
Opel Astra Stufenheck (1998–2004)
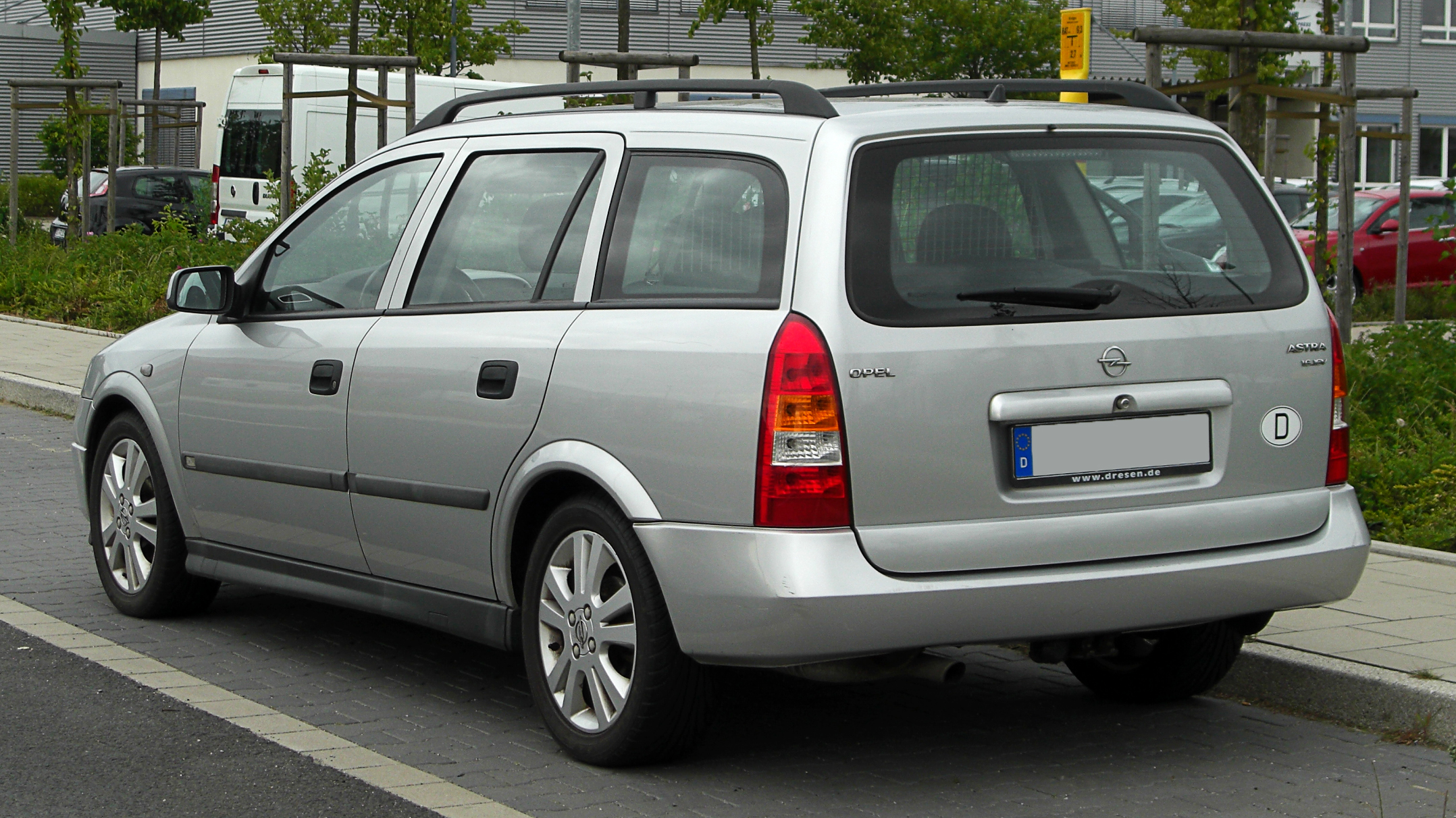
Opel Astra Caravan (1998–2004)

### Ausstattungsvarianten
- Basis
- Comfort
- NJoy
- Sportive (später dann „Sport“)
- Eco (1.2)
- Eco 4 (1.7 DTI, nach Facelift 1.7 CDTI)
- Selection (Free, Comfort, Sport)
- Elegance
- Fresh (ab 2002)
- Sondermodelle:
  - Fashion
  - Edition 100
  - Edition 100 Classic
  - Edition 2000
  - Edition Silver (Nov. 1998 bis Jan. 1999)
  - Eurosport (Österreich, MJ 2002)
  - OPC 1 (auf 3000 Stück limitiert; Sep. 1999 bis Ende 2001)
  - OPC 2 (ab Herbst 2002)
  - Edition Bild (ab 2002 zum 50. Geburtstag der Bildzeitung)
  - FC Bayern München Edition (auf 500 Stück limitiert; ab Feb. 2000)
  - Sportsline (auf Basis von Sportive, von der Firma Irmscher ab Werk getunt)
  - Sondermodelle bei Cabrio/Coupé:
  - Edition 90 Jahre Bertone (ab Ende 2002)
  - Linea Blu (Herbst 2001 bis Anfang 2004)
  - Linea Rossa (Juli 2002 bis November 2004)
  - Daytona (ab Oktober 2003)
  - Silverstone (ab Oktober 2003)

Serienmäßig gab es Servolenkung, vier Airbags (für den Export keine oder nur zwei Airbags), ABS (Export teilweise ohne) und eine Wegfahrsperre.
Zusatzausstattung bzw. bei bestimmten Versionen Serie waren Klimaanlage, E-Fenster vorn, E-Spiegel, Radio, Zentralverriegelung mit Fernbedienung, Xenon, Multi-Info-Display.
Gegen Aufpreis waren diverse Extras wie Klimaautomatik, Navigationssystem, Antriebsschlupfregelung oder Xenon-Scheinwerfer erhältlich sowie eine elektronische 4-Gang-Automatik.
Der Astra G war der erste Opel, der mit einer vollverzinkten Karosserie (bis Modelljahr 2001, danach teilverzinkt) und 12 Jahren Durchrostungsgarantie angeboten wurde.

## Coupé

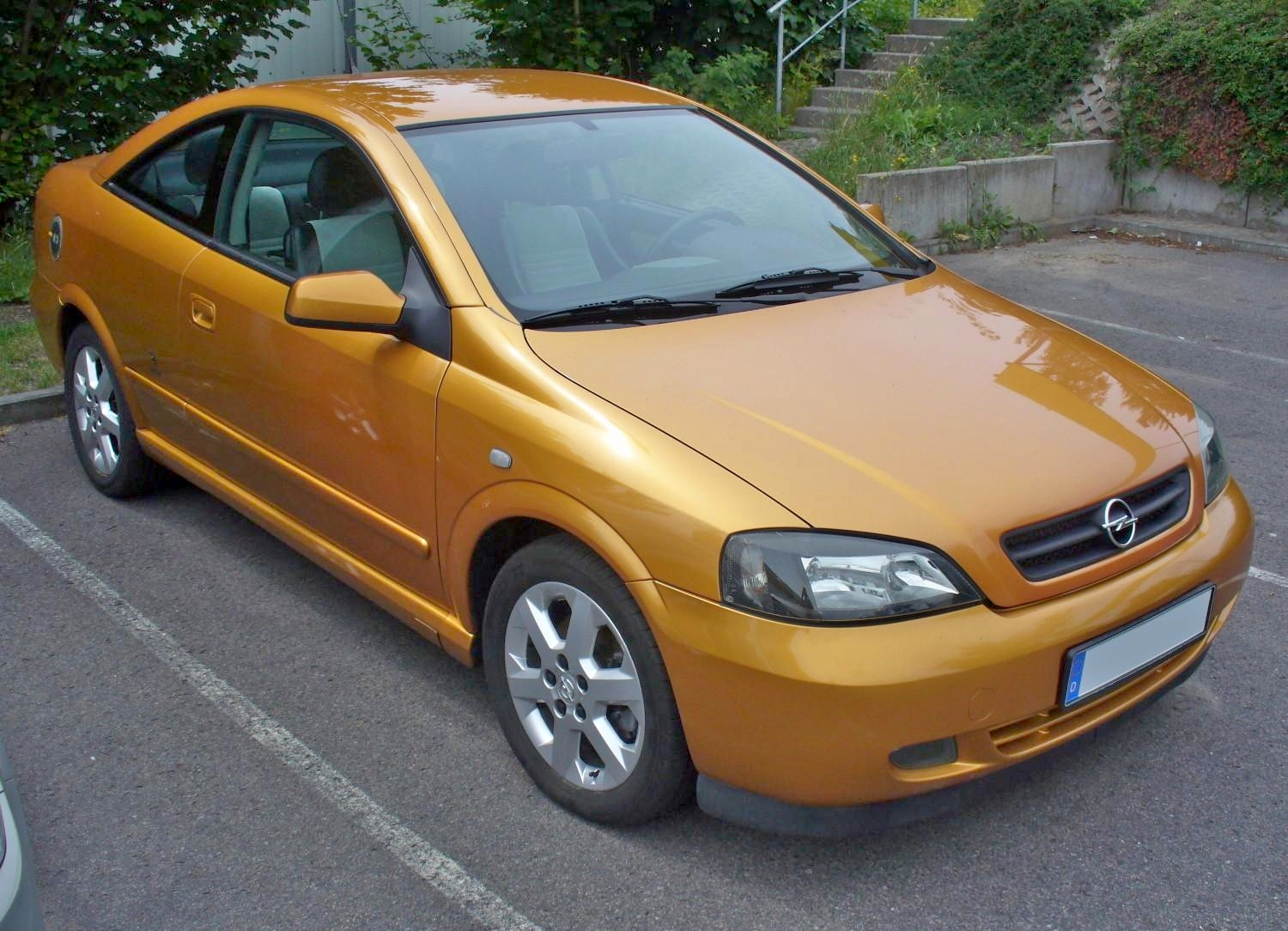
Opel Astra Coupé

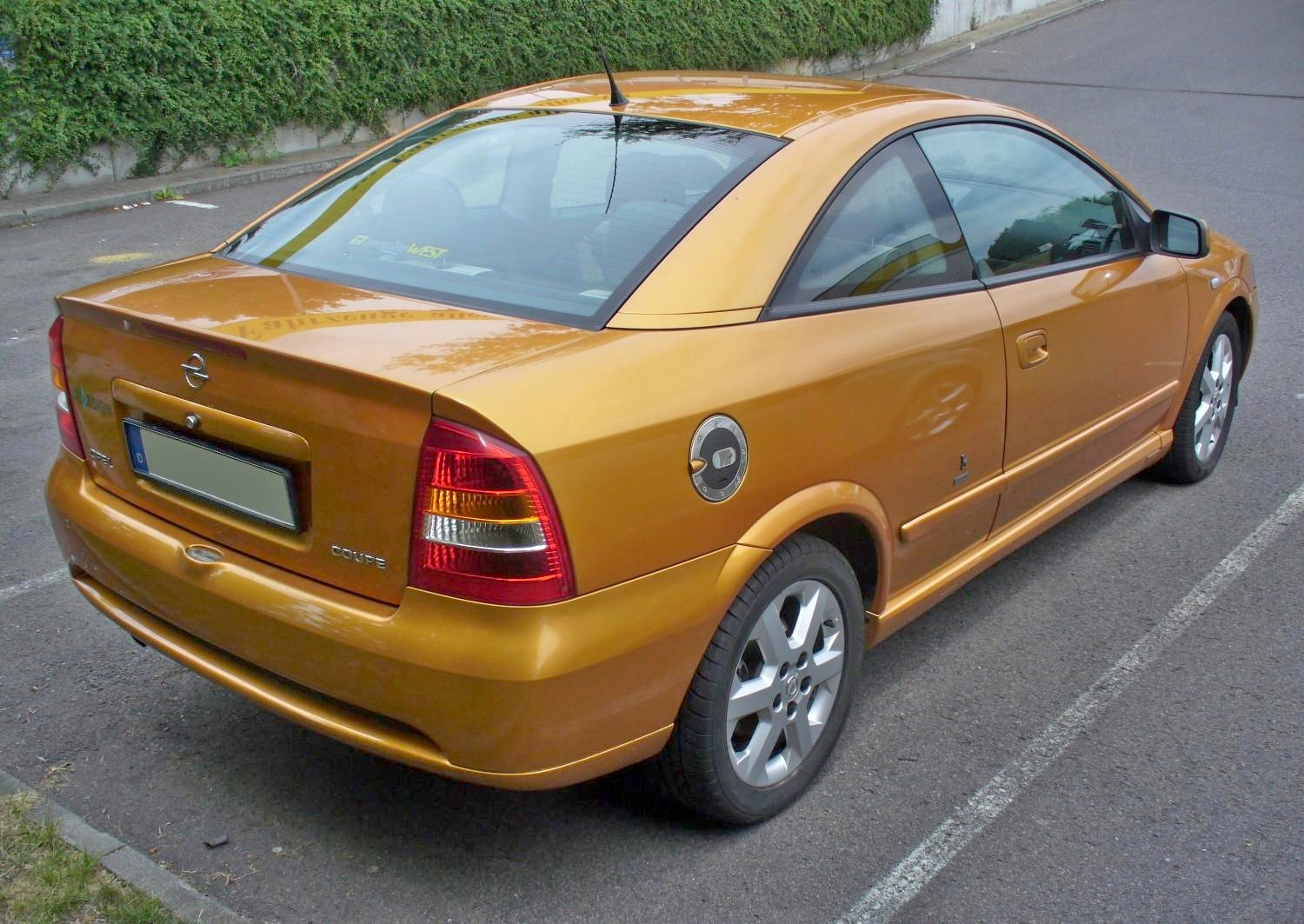
Heckansicht

Das Astra Coupé wurde ab März 2000 in Grugliasco Turin, Italien, von Bertone hergestellt, was durch an den Seitenteilen angebrachte Bertone-Logos sowie dem Firmenschriftzug Bertone bei den serienmäßigen Einstiegsleisten hervorgehoben wird.
Das Fahrzeug wurde gerne als inoffizieller Nachfolger des Opel Calibra gesehen, war aber laut Opel der Nachfolger des Kadett C Coupé.
Das Modell wurde anfangs als Astra Coupé bezeichnet. Am Fahrzeugheck war ab November 2000 nicht mehr „Astra Coupé“, sondern nur noch „Coupé“ zu lesen.
Das Coupé war mit fünf Motoren erhältlich: vier Ottomotoren mit 1,6 l und 76 kW (103 PS, nur 2004), 1,8 l mit 85 oder 92 kW (116 oder 125 PS), 2,2 l mit 108 kW (147 PS) und dem 2,0-l-Turbo in den Leistungsstufen 140, 141 oder 147 kW (190, 192 oder 200 PS). Der einzige Diesel hatte einen Hubraum von 2,2 Litern und leistete 92 kW (125 PS, erhältlich ab 07/2002). Anders als bei anderen Karosserieformen wurden alle Motorisierungen mit 5-Loch-Radanbindung ausgeliefert. Serienmäßig gab es ein 5-Gang-Schaltgetriebe, wahlweise war ein Automatikgetriebe (4 Gang) für den 2,2-l-Ottomotor erhältlich.
Der 2,0-l-Turbo wurde exklusiv mit 17-Zoll-Leichtmetallrädern mit fünf Speichen ausgeliefert und erhielt serienmäßig eine größere Bremsanlage vorn.
Der im Astra Coupé eingeführte 2,2-l-Ottomotor war von GM neu entwickelt worden. Der Motor mit der Bezeichnung Z22SE/L61, der ebenfalls im Cabrio und im Opel Speedster verbaut worden ist, war der erste Motor der erfolgreichen L850-Motorenfamilie.
Eine Klimaanlage war serienmäßig, sie konnte jedoch abgewählt werden. Ab Modelljahr 2002 war eine Klimatisierungsautomatik erhältlich (je nach Variante auch serienmäßig). Die Serienausstattung war im Vergleich zu normalen Astra-G-Modellen sehr umfangreich. So waren elektrische Fensterheber, elektrische verstellbare und beheizte Außenspiegel sowie Nebelscheinwerfer ab Werk serienmäßig.
Die Palette der wählbaren Außenfarben unterschied sich von denen des normalen Astra G. Es konnte aus diversen Farben ausgewählt werden, wobei nur Karbonschwarz, Europablau, Magmarot und Chiantirot in allen Modelljahren zur Verfügung stand. Weitere Farben waren: Starsilber II und III, Mirage, Moonlandgrau, Lichtsilber, Arubablau, Nocturnoblau, Breezeblau, Saturnblau, Sardinienblau, Chinablau, Blue Verde, Uralgrün, Verde, Farngrün, Capriegelb und Sunrise Orange.

### Ausstattungslinien
Es gab folgende Ausstattungslinien, welche sich durch einige optische und technische Merkmale von den Standardmodellen unterscheiden:
- Linea Blu
  - erhältlich von Juli 2001 bis Juni 2004
  - Teilledersitze mit schwarzem Leder und blauem Alcantara
  - Fußraumteppiche mit blauer Kettelung und Linea-Blu-Schriftzug
  - Sicherheitsgurte in blau
  - Einstiegsleisten mit Linea-Blu-Schriftzug (außer 2.0 Turbo)
  - Schaltknauf im Aluminium-Design
  - Lederlenkrad mit Radio-Fernbedienung
  - nicht mit dem 1,6-l-Motor erhältlich
  - nur mit folgenden Außenfarben erhältlich: Europablau, Karbonschwarz, Starsilber, Mirage, Lichtsilber, Saturnblau
- Linea Rossa
  - erhältlich Juli 2002 bis November 2004
  - signalrot/schwarze Ledersitze mit Sitzheizung vorn
  - Fußraumteppiche mit roter Kettelung und Linea-Rossa-Schriftzug
  - Einstiegsleisten mit Linea-Rossa-Schriftzug (außer 2.0 Turbo)
  - Schaltknauf im Aluminium-Design mit roten Ziffern
  - Lederlenkrad Sport mit rotem Ledereinsatz
  - Schalthebel- und Handbremshebelmanschette mit roten Nähten
  - nur mit folgenden Außenfarben erhältlich: Magmarot, Chiantirot, Lichtsilber, Starsilber, Karbonschwarz
- Daytona
  - erhältlich Oktober 2003 bis November 2004
  - Teilledersitze mit schwarzem Leder und kaschmirbeigem Stoff
  - 18-Zoll-Leichtmetallräder in 11-Speichen-Design
  - Schaltknauf im Aluminium-Design
  - nicht mit 2,2-l-Dieselmotor erhältlich
  - benannt nach Daytona International Speedway in Florida, USA
- Silverstone
  - erhältlich Oktober 2003 bis November 2004
  - Teilledersitze mit schwarzem Leder und silbergrauem Stoff
  - 18-Zoll-Leichtmetallräder mit 11 Speichen
  - Schaltknauf im Aluminium-Design
  - Sicherheitsgurte in silbergrau
  - nicht mit 2,2-l-Dieselmotor erhältlich
  - benannt nach Silverstone Circuit bei Silverstone, Vereinigtes Königreich

### Sondermodelle
- Classic Line
  - erhältlich 2001

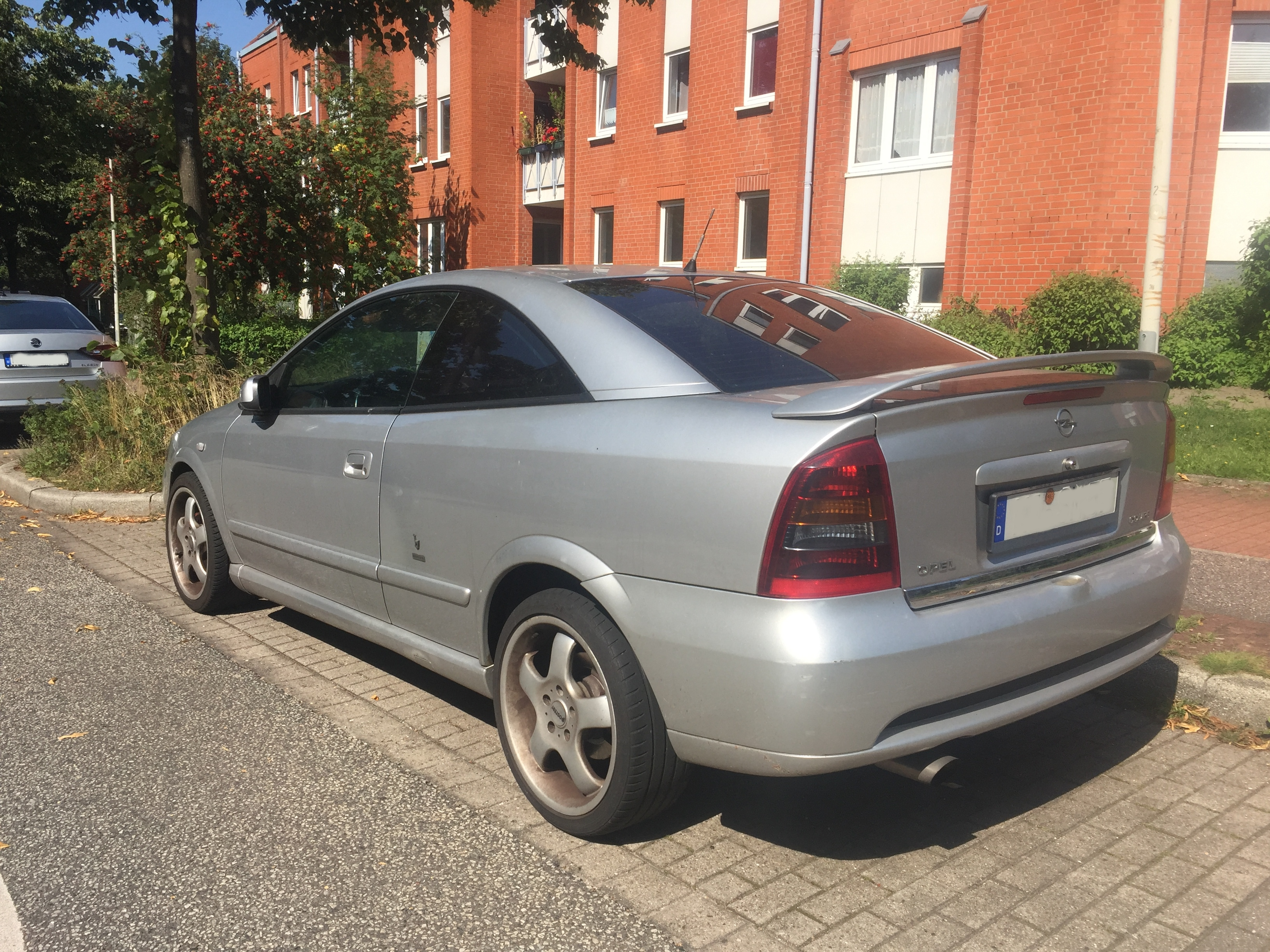
Astra Coupé Classic Line

  - Lederausstattung schwarz mit Sitzheizung vorn
  - nur in den Farben Karbonschwarz und Starsilber
  - nur mit dem 2,2-l-Ottomotor
  - Lederlenkrad Sport
  - Heckspoiler
- 90 Jahre Bertone
  - erhältlich Dezember 2002 bis März 2003, anlässlich des Jubiläums des Unternehmens Bertone
  - Leder Kaschmirbeige exklusiv für Sondermodell
  - 17-Zoll-Leichtmetallräder BBS im Y-Design
  - Einstiegsleisten mit 90-years-Schriftzug
  - Außenfarbe Chinablau exklusiv für Sondermodell (optional Karbonschwarz)
  - Kühlergrill mit Chromleiste
  - nicht als Motorisierung 1,6 l erhältlich
- DTM-Edition
Karosseriepaket DTM: 8×18-Zoll-Leichtmetallräder im Irmscher Sport-Star-Design mit Reifen 225/35 ZR 18, Sportauspuff-Anlage zweiflutig, Frontspoiler, Kühlergrill, Heckspoiler, Kotflügelverbreiterungen, Dachspoiler, Alu-Pedale

## Cabriolet

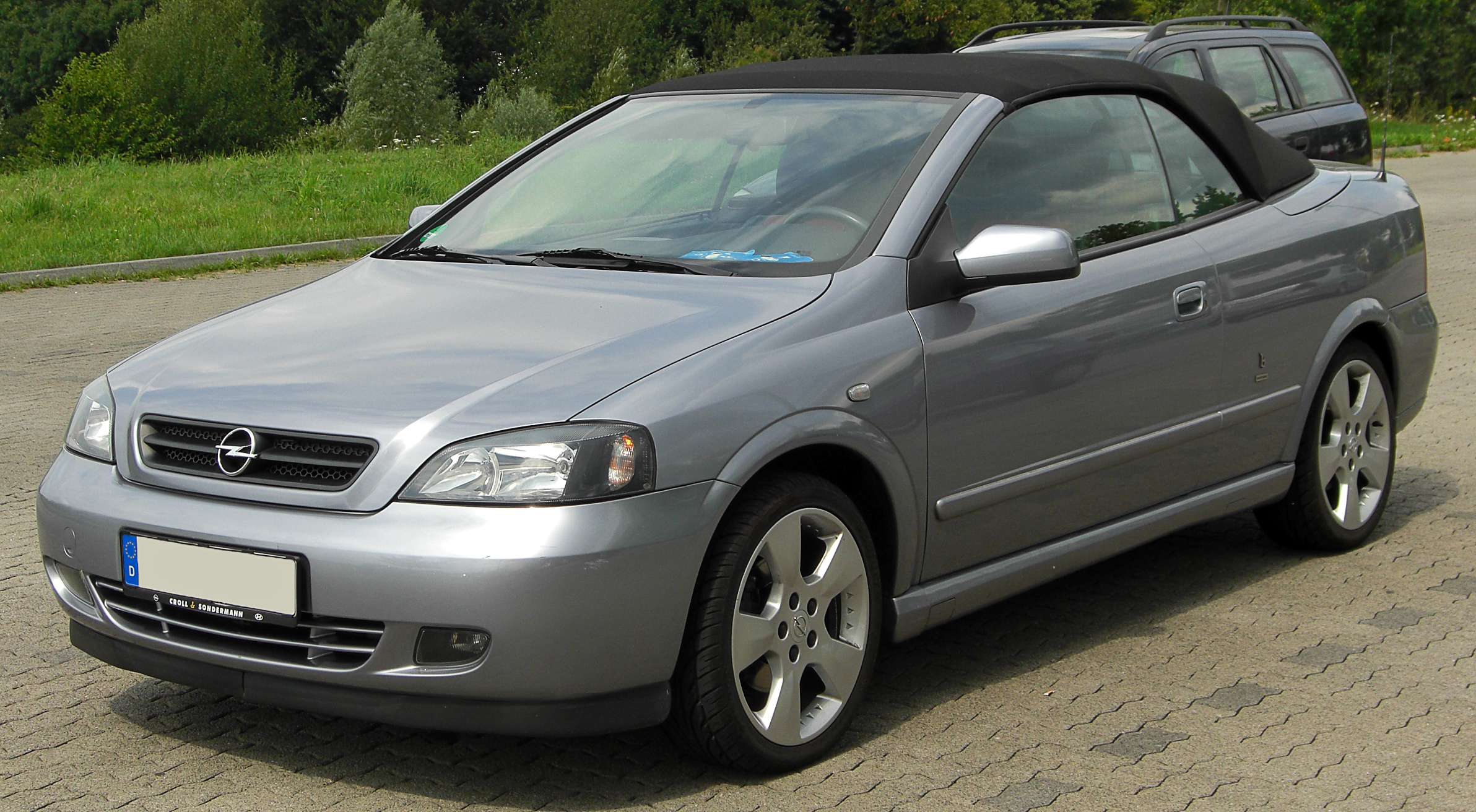
Opel Astra Cabrio

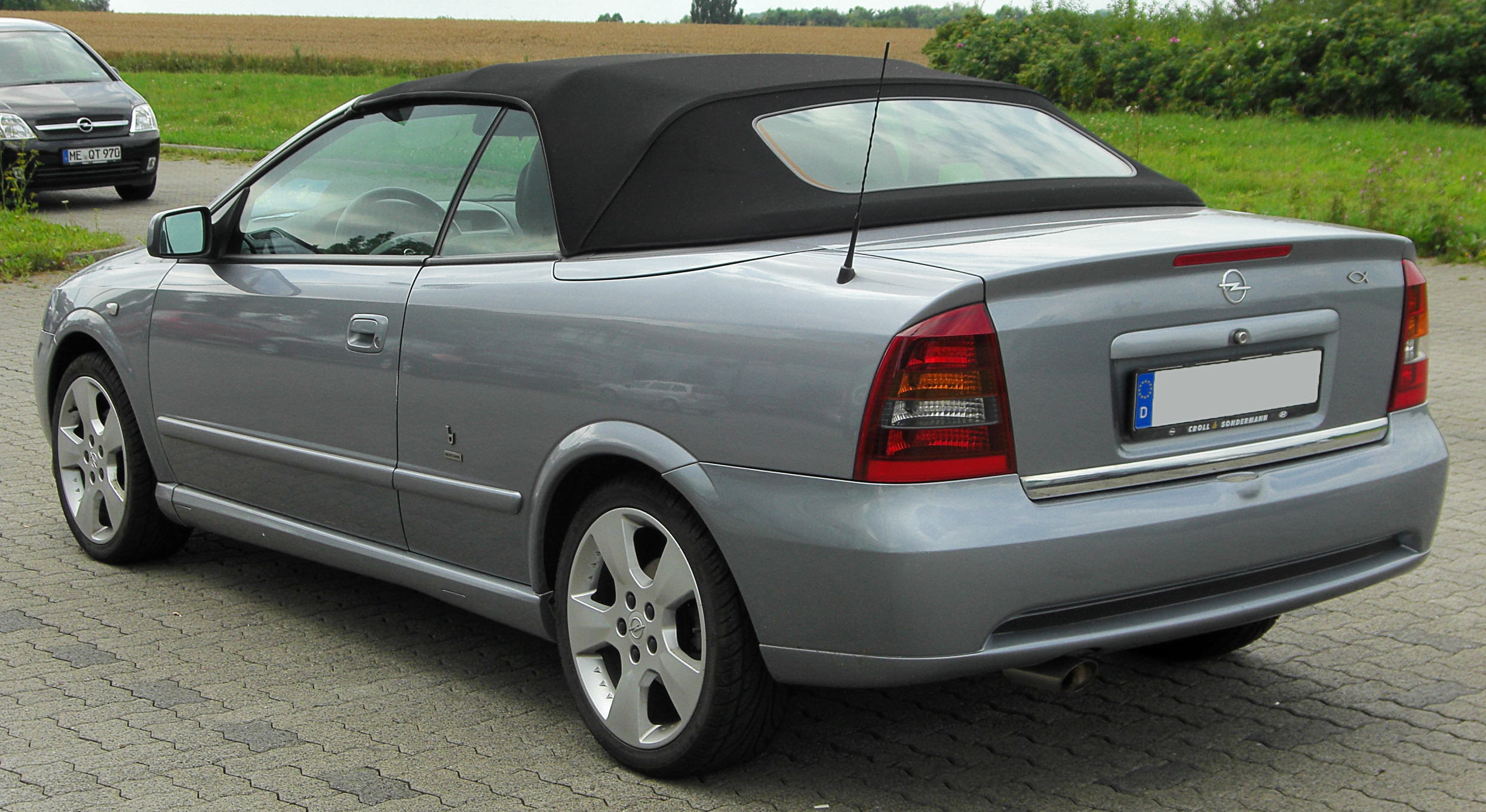
Heckansicht

Das Cabrio wurde ebenso wie das Coupé bei Bertone in Italien entworfen (Zitat: „Erdacht bei Opel, erschaffen bei Bertone“) und ab März 2001 hergestellt.
Es handelt sich um ein viersitziges Cabriolet mit Stoffverdeck, wobei der Platz im Fond – wie bei derartigen Fahrzeugen üblich – nicht aus vollwertigen Sitzplätzen besteht. Für das Dach ist eine feste Mulde vorgesehen und es beansprucht so unabhängig davon, ob es geöffnet oder geschlossen ist, keinen zusätzlichen Platz. Damit ist der Kofferraum im Vergleich zum Coupé entsprechend kleiner. Weiterhin kann dort das Windschott verstaut werden.
Als Motoren standen vier Ottomotoren (1,6 l mit 74/76 kW (101/103 PS), 1,8 l mit 92 kW (125 PS), 2,2 l mit 108 kW (147 PS) und 2,0-l-Turbo mit 141/147 kW (192/200 PS)) und ein Dieselmotor mit 2,2 l Hubraum und 92 kW (125 PS) zur Wahl.
Das Cabrio wurde ausschließlich mit elektrischen Verdeck angeboten, als Sonderausstattung mit Fernbedienungsmöglichkeit über die Zentralverriegelung per Schlüssel. Sie war bei den Modellen 2.2- und 2.0-Turbo Serienausstattung. Das Öffnen oder Schließen dauert etwa 25 Sekunden und setzt voraus, dass das Fahrzeug steht und die Handbremse angezogen ist. Darüber hinaus können alle vier Seitenscheiben über einen zentralen Schalter gleichzeitig geöffnet und geschlossen werden.
Zusätzlich zu den gängigen Ausstattungsvarianten wurde das Cabrio als Linea-Rossa- und 90-Jahre-Bertone-Editionen sowie in den Ausstattungsvarianten Daytona und Silverstone angeboten:
Das Sondermodell Linea Rossa – von Opel mit „Haute Couture für elegante Fahrer“ beworben – wurde unter anderem mit einer rot-schwarzen Nappalederausstattung im Innenraum (Sitze, Türverkleidungen), weiß unterlegten Rundinstrumenten mit roten Zeigern, Lederlenkrad mit Fernbedienung für das Audiosystem, Alu-Schaltknauf sowie Türeinstiegsleisten mit Linea-Rossa-Schriftzug und Sonderrädern ausgestattet. Das fernbedienbare Verdeck war ebenso serienmäßig wie das Windschott. Es wurde in den Außenfarben magmarot, karbonschwarz, starsilber, chiantirot und lichtsilber angeboten, bei bestimmten Farben konnte ein rot eingefärbtes Verdeck geordert werden.
Die 90-Jahre-Bertone-Edition wurde dem Anlass gemäß unter anderem mit beiger Lederausstattung, schwarz/silber eingefärbter Mittelkonsole, weiß unterlegten Rundinstrumenten, diversen Bertone-Schriftzügen sowie BBS-Alufelgen und der Sonderlackierung Chinablau (Carbonschwarz optional) angeboten.
Mit dem Slogan „Offen für neue Legenden“ wurde das Cabrio Daytona präsentiert: Kaschmirbeigefarbene Stoffe, weiß unterlegte Rundinstrumente, Lederlenkrad mit Fernbedienung sowie Leder- und Alu-Applikationen bestimmten den Innenraum.
Mit „Hommage an einen Mythos“ wurde das Cabrio Silverstone vorgestellt: Unter anderem stahlgrauer Stoff und Lederapplikationen sowie graue Sicherheitsgurte, Alu-Schaltknauf, Lederlenkrad und weiß unterlegte Instrumententafel waren die Ausstattungsmerkmale.
Technisch unterschieden sich diese Sondermodelle nicht von den Serienmodellen; die spezielle Ausstattung war jedoch nur in diesen Versionen erhältlich.

### Bildergalerie

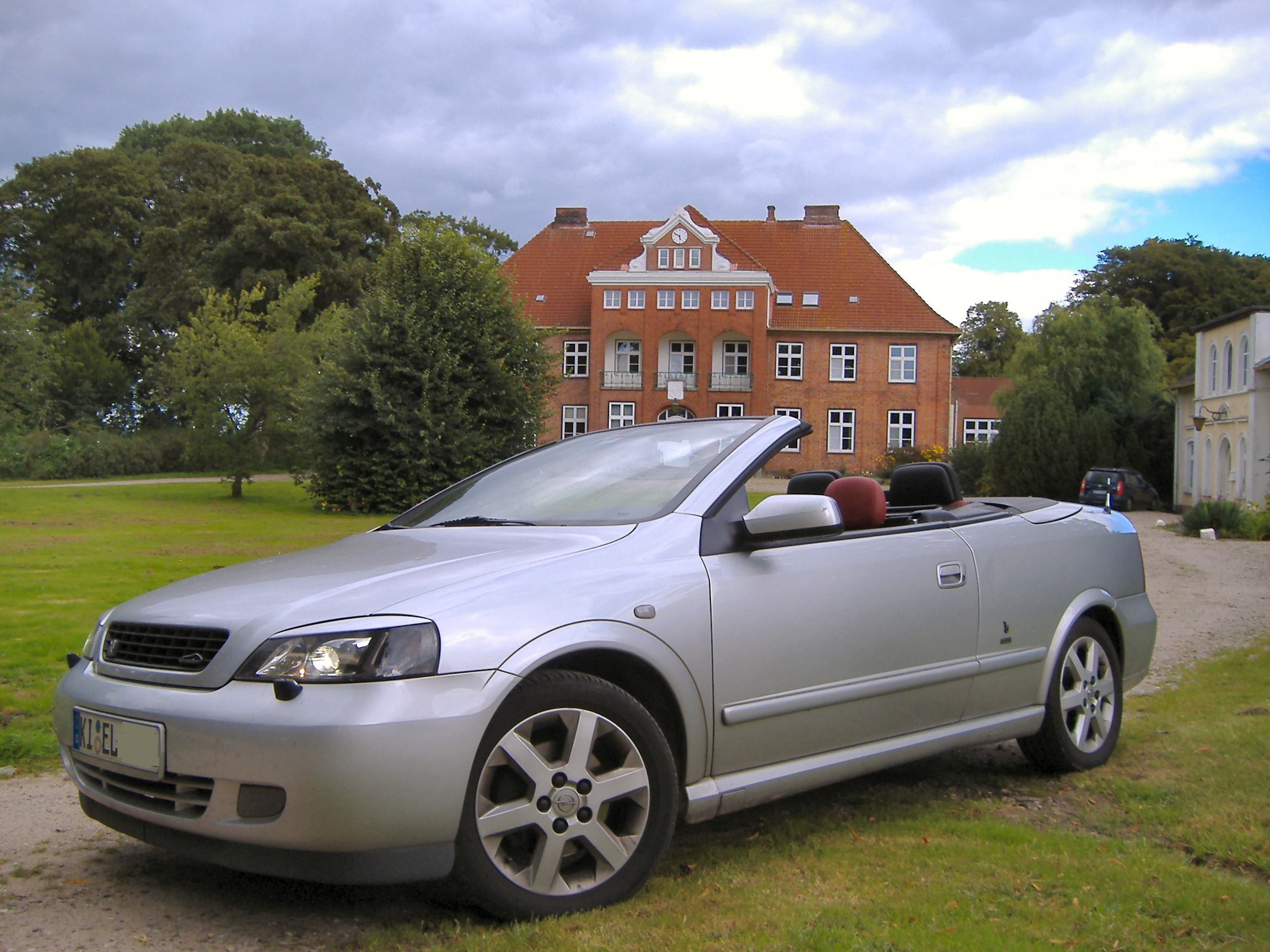
Opel Astra G Cabrio 2.2
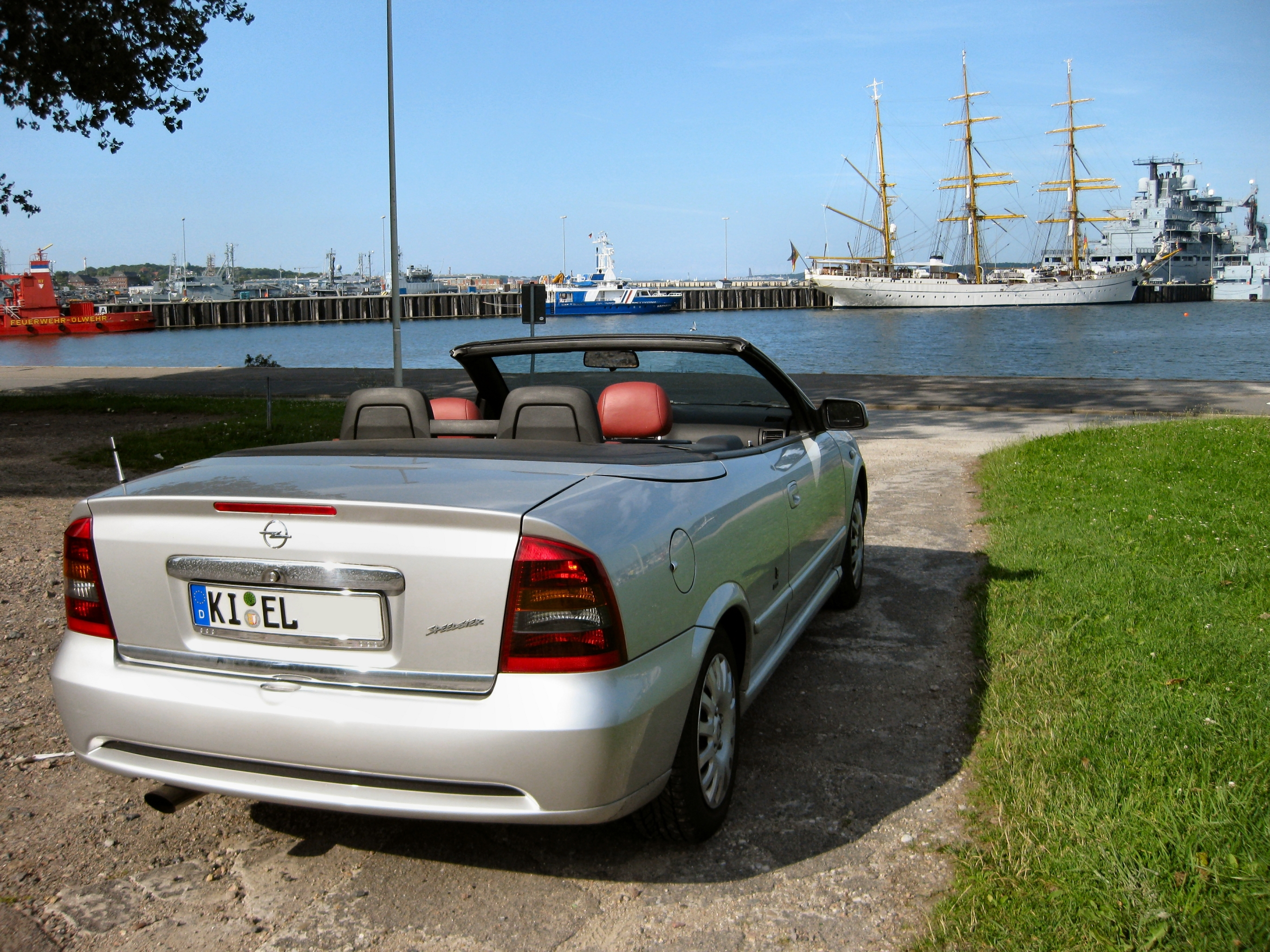
Heckansicht (mit Gorch Fock)
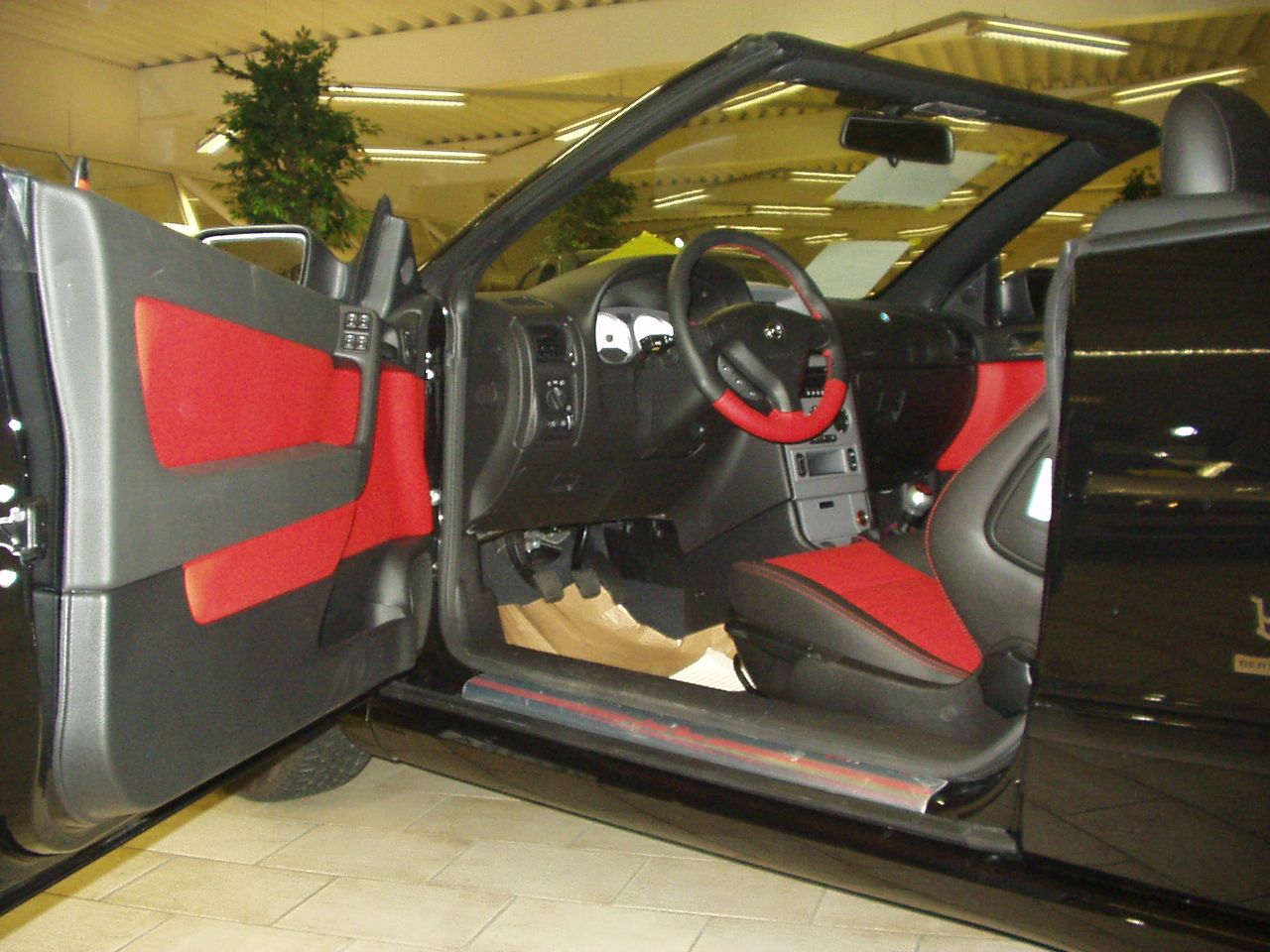
Innenraum der Edition Linea Rossa
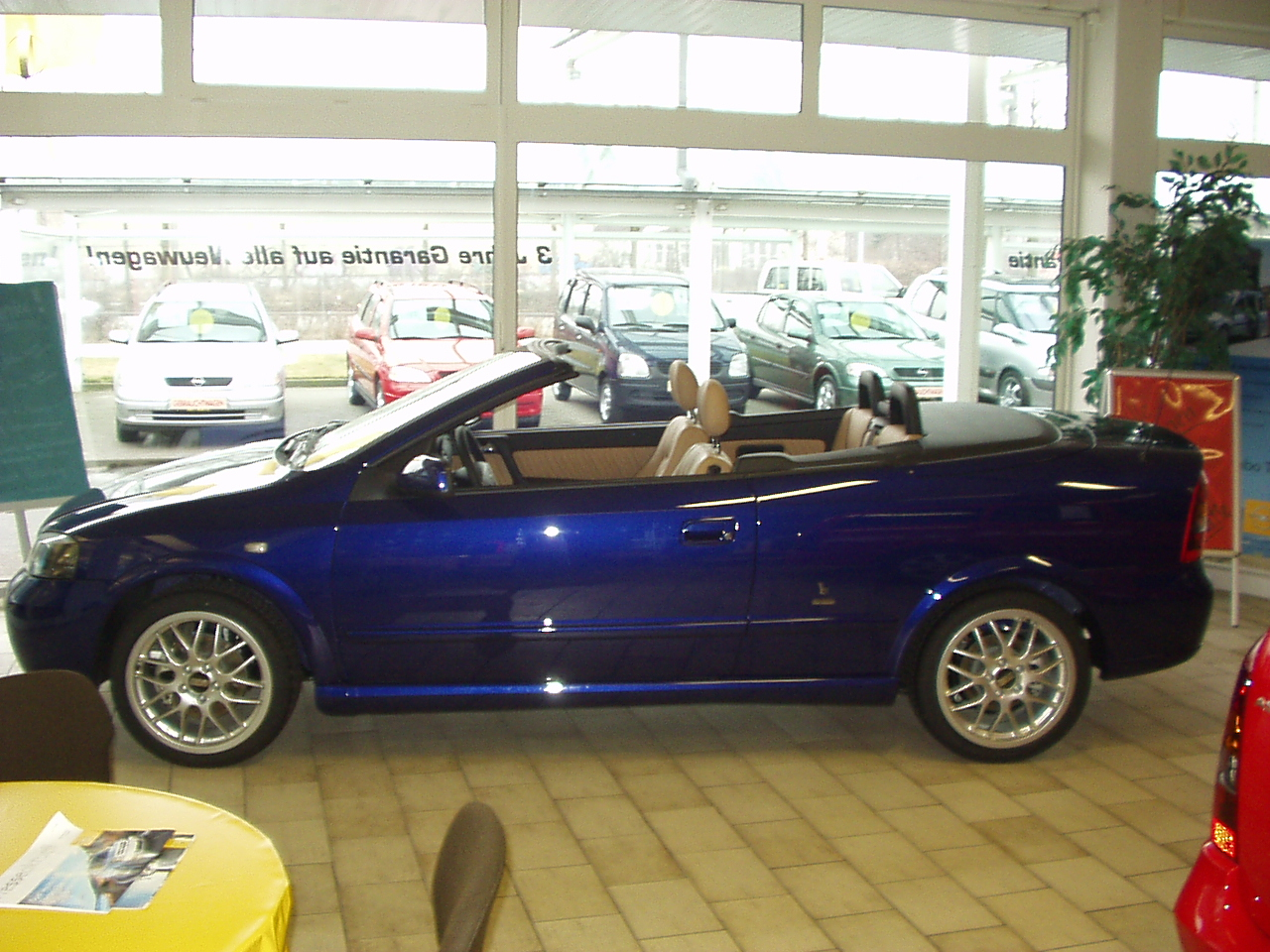
Astra G Cabrio als Edition 90 Jahre Bertone
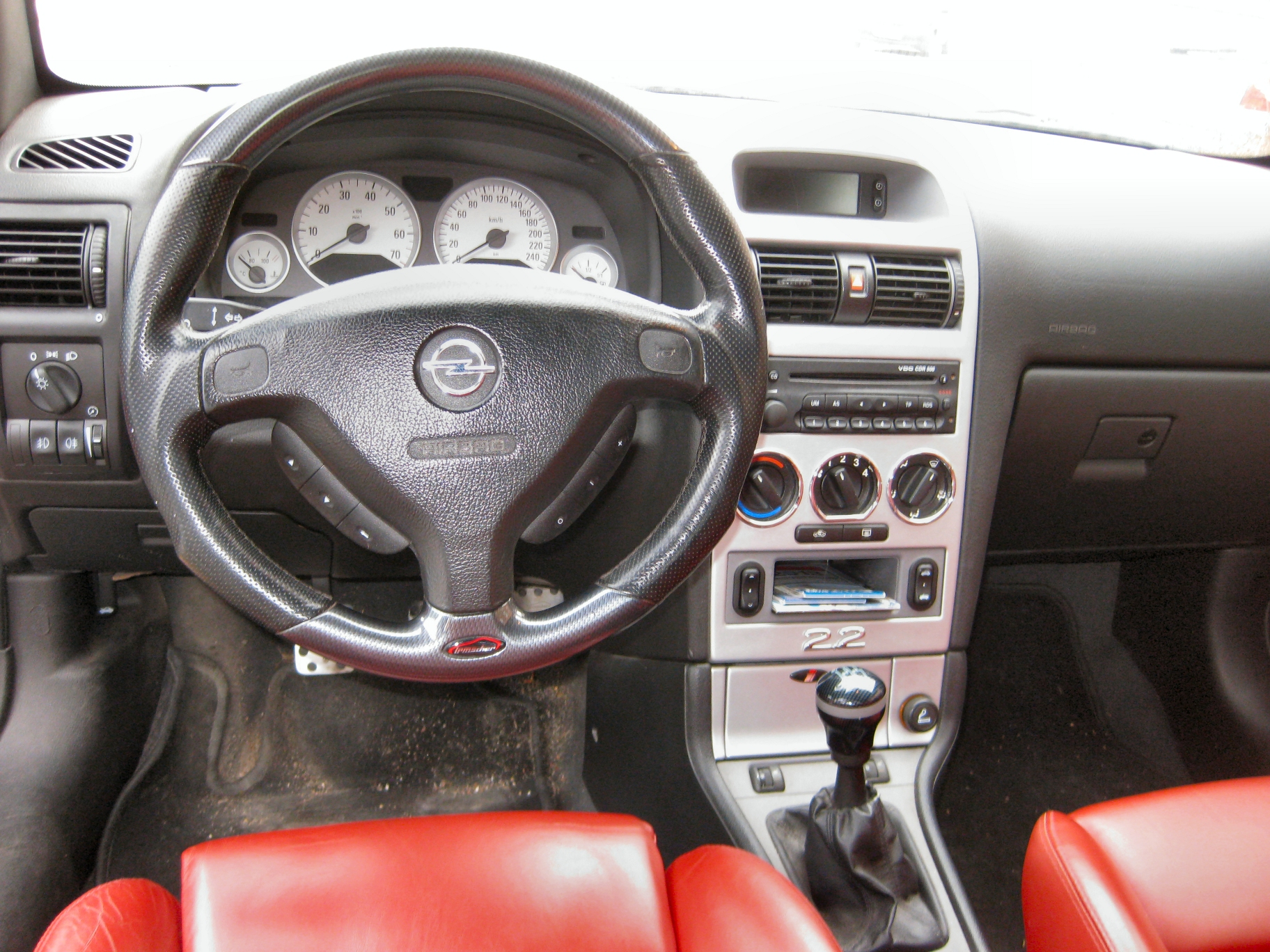
Interieur (Irmscher)
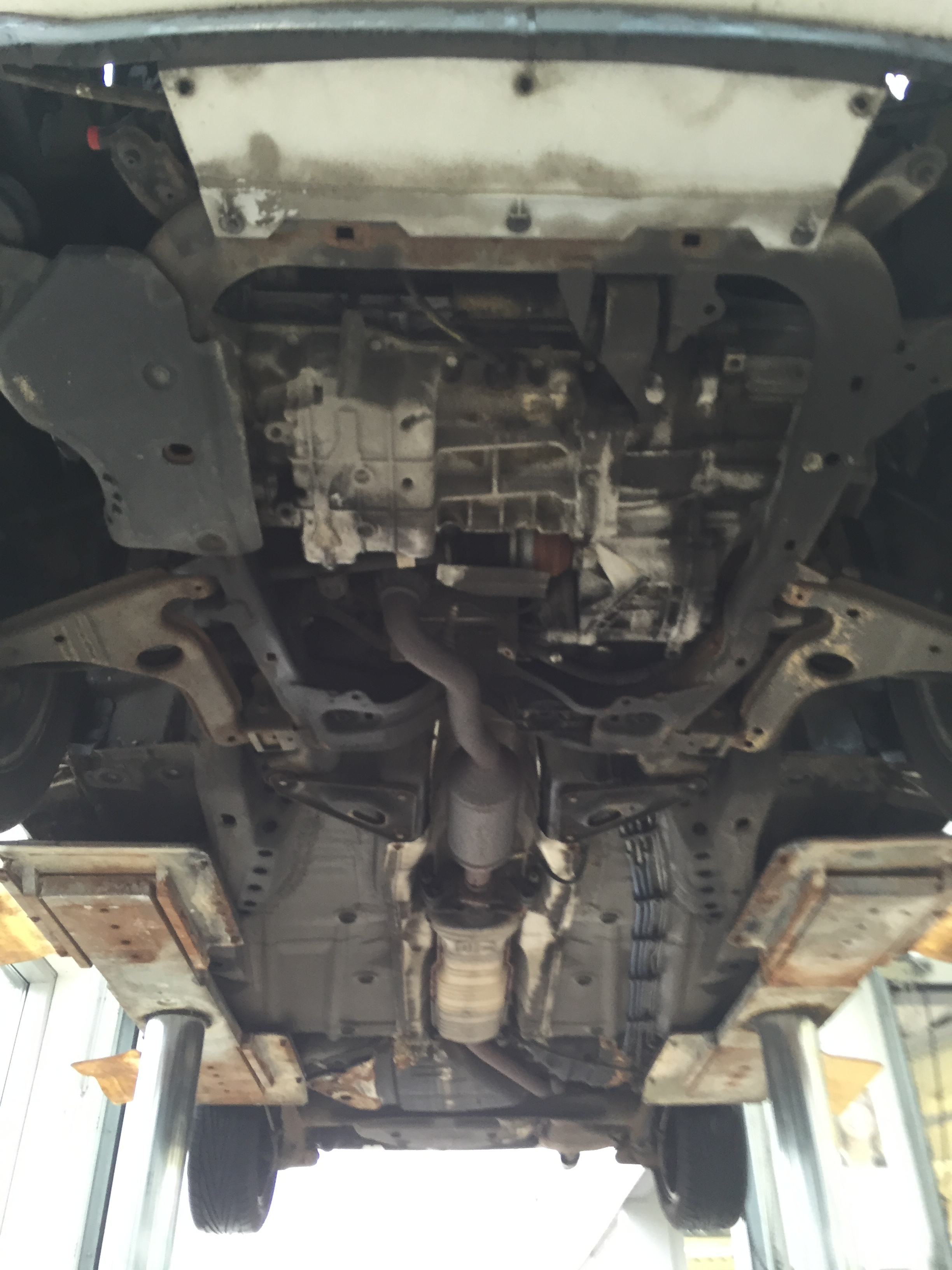
Ansicht von unten

## Opel Performance Center

### OPC
„OPC“ (für Opel Performance Center) löste 1999 das „GSi“-Kürzel (Grand Sport injection) bei Opel vorläufig ab.
Der erste Astra OPC war eine auf 3000 Exemplare limitierte sportliche Homologationsauflage des Astra G. Er wurde nur in schwarz, starsilber und ardenblau ausgeliefert.
Er bekam diverse Fahrwerks- und Motorkomponenten aus dem Rennsport.
Der OPC 1 erhielt unter anderem eine 16-Zoll-Bremsanlage mit Bremsenkühlung sowie geänderten Querlenkern vorn und eine direkter abgestimmte Servolenkung.
Im Vergleich zum Standardmodell wurde eine andere Hinterachse eingebaut, deren Spurwerte gemeinsam mit der Vorderachse auf nur einen Fahrer (links vorne sitzend) abgestimmt wurden.
Das Heck des OPC 1 ist stahlverstärkt um eine höhere Verwindungssteifigkeit zu gewährleisten.
Der 2.0-16V-Motor wurde von der Motorsportabteilung zu 18 kW (24 PS) Mehrleistung gegenüber der normalen Version (100 kW auf 118 kW/136 auf 160 PS) überarbeitet.
Fächerkrümmer, Schmiedekolben, Nockenwellen mit geänderten Steuerzeiten, größere Kanäle und geänderte Software steigerten die Leistung und sollten auch den sportlichen Gesamteindruck vertiefen.
Ein Ölkühler soll die Öltemperatur geringer halten, um die wichtigen Schmiereigenschaften des Öls unter hohen Belastungen des Motors zu erhalten.
Ein Kühlmittelthermostat mit 82 °C Öffnungstemperatur wurde ebenfalls verwendet, um die Kühlmitteltemperatur im Vergleich zum Serienmotor zu senken.

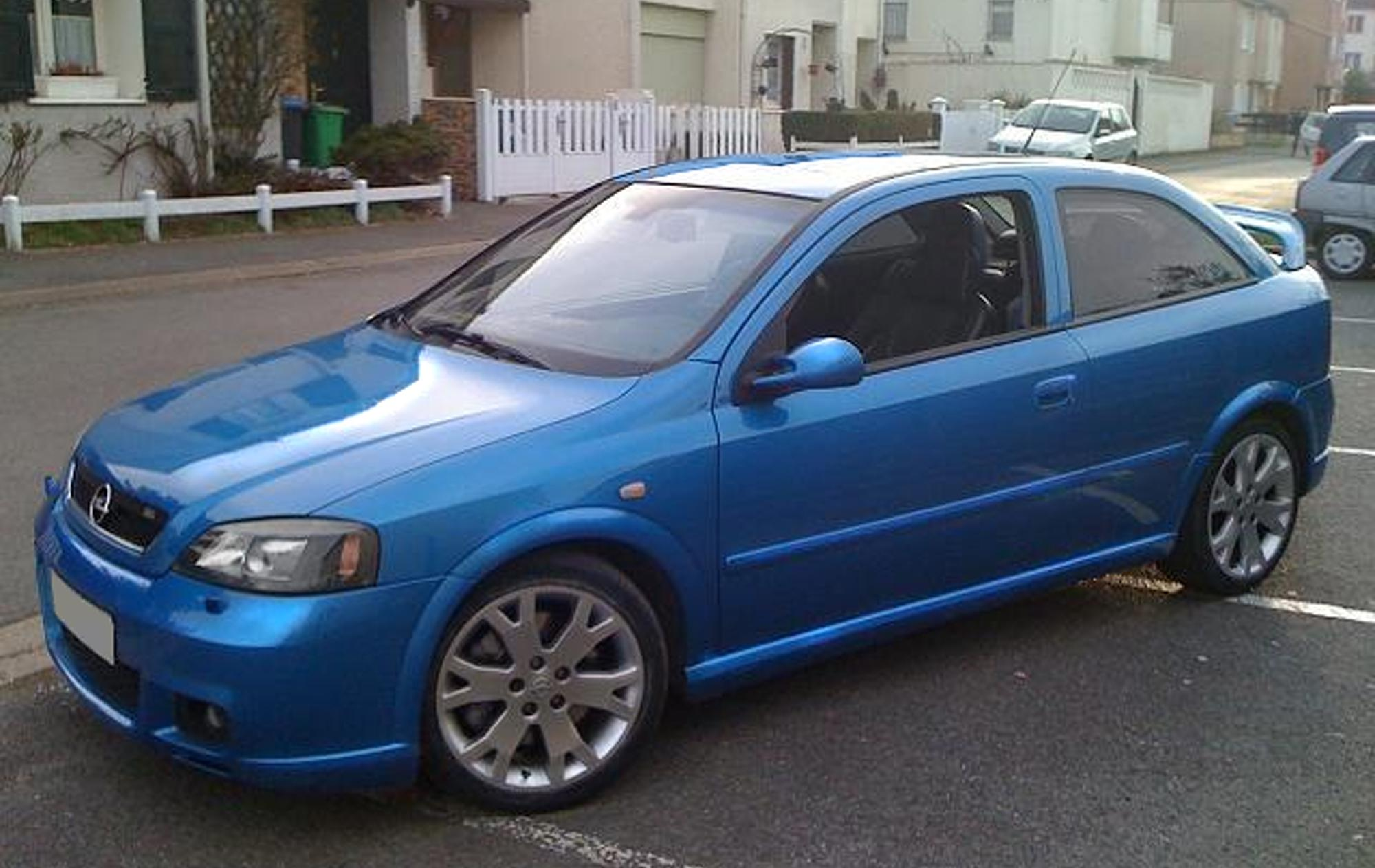
Opel Astra OPC (2002–2004)

Das äußere Erscheinungsbild wurde bei der ersten OPC-Version noch nicht allzu stark verändert. Außer einem großen Leitwerk, das für einen Auftrieb an der Hinterachse von Null bei einem Luftwiderstandsbeiwert (cw) von 0,30 (wie Porsche 911 GT3) sorgt, wurde eine geänderte Frontlippe, Endschalldämpfer, 17-Zoll-BBS-Leichtmetallräder und OPC-Sportspiegel (Hagus) eingebaut. Die Karosserie wurde außerdem um 20 mm tiefergelegt.
Innen gab es Recaro-Sportsitze ohne Seiten-Airbag oder höhenverstellbare Opel-Sportsitze mit Seiten-Airbag und Lordosenstütze. Wichtigstes Merkmal des Innenraums sind die blauen Sicherheitsgurte, die Sitzbezüge in Skyline-Blau und die fortlaufende Nummerierung der OPC-1-Modelle in der Mittelkonsole.
Die Instrumente im Cockpit wurden wie bei den Varianten des Astra „Sport“ weiß hinterlegt.
Es gab für Deutschland zwei Varianten, zum einen die „Touring“-Version mit Diebstahlwarnanlage, elektrischen Fensterhebern, Klimaanlage, verstellbarer Lenksäule, Zentralverriegelung (Funk) und Radio (Grundpreis 46.450 DM / 23.749,51 €), und eine „Sport“-Version ohne die Zusatzausstattung der Touring-Version, die dafür aber 50 kg weniger wog (Grundpreis 42.900 DM / 21.934,42 €). Beide Versionen hatten das kurzgestufte F23-Sportgetriebe, das es auch im Opel Speedster gab, sowie eine Traktionskontrolle mit Eingriff auf Motor und Bremsen und einen Bordcomputer mit integriertem Check-Control-System.

### Facelift und OPC 2
Ab September 2002 gab es mit dem Facelift des Astra G eine Neuauflage des Astra G OPC, die unlimitiert war.

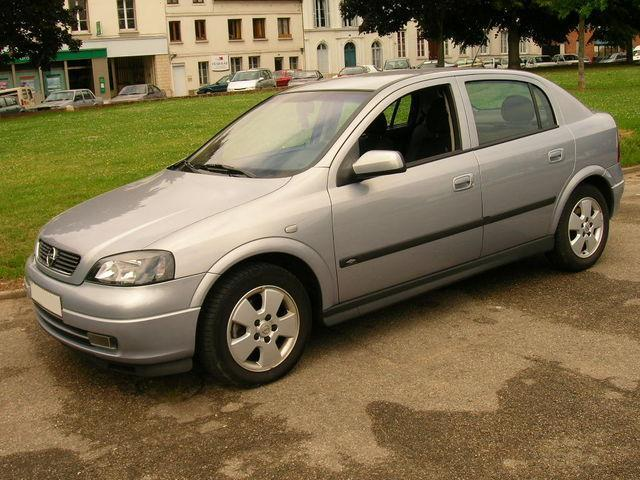
Opel Astra Fünftürer (2002–2004)

Die äußere Form war nun von der normalen Version abgehoben, geänderte Front- und Heckschürzen, Seitenschweller, Sportgrill, abgedunkelte Front- und Heckscheinwerfer sind markante Änderungen, wobei Letzteres auch die zivileren Astra-Varianten betraf.

### OPC-Fahrzeugdaten
| Alle Daten von der Adam Opel GmbH | Alle Daten von der Adam Opel GmbH       | Alle Daten von der Adam Opel GmbH      |
| Astra G OPC                       | Astra G OPC 2                           | Astra G OPC 2                          |
| --------------------------------- | --------------------------------------- | -------------------------------------- |
| 2.0 16V (X20XER)                  | 2.0 16V Turbomotor (Z20LET)             | 2.0 16V Turbomotor (Z20LET)            |
| 118 kW (160 PS) bei 6500/min      | 141 kW (192 PS) bei 5400/min (bis 2002) | 147 kW (200 PS) bei 5600/min (ab 2002) |
| 188 Nm bei 4300/min               | 250 Nm bei 1950–5300/min                | 250 Nm bei 1950–5300/min               |
| 0–100 km/h in 8,2 s               | 0–100 km/h in 7,3 s                     | 0–100 km/h in 7,1 s                    |
| Vmax 220 km/h                     | Vmax 240 km/h                           | Vmax 240 km/h                          |

### Astra OPC X-treme
Auf Basis des DTM-Rennwagens baute das Opel Performance Center einen Supersportwagen für die Straße. Der Opel Astra OPC X-treme blieb allerdings ein Einzelstück.

## Technische Daten

### Ottomotoren

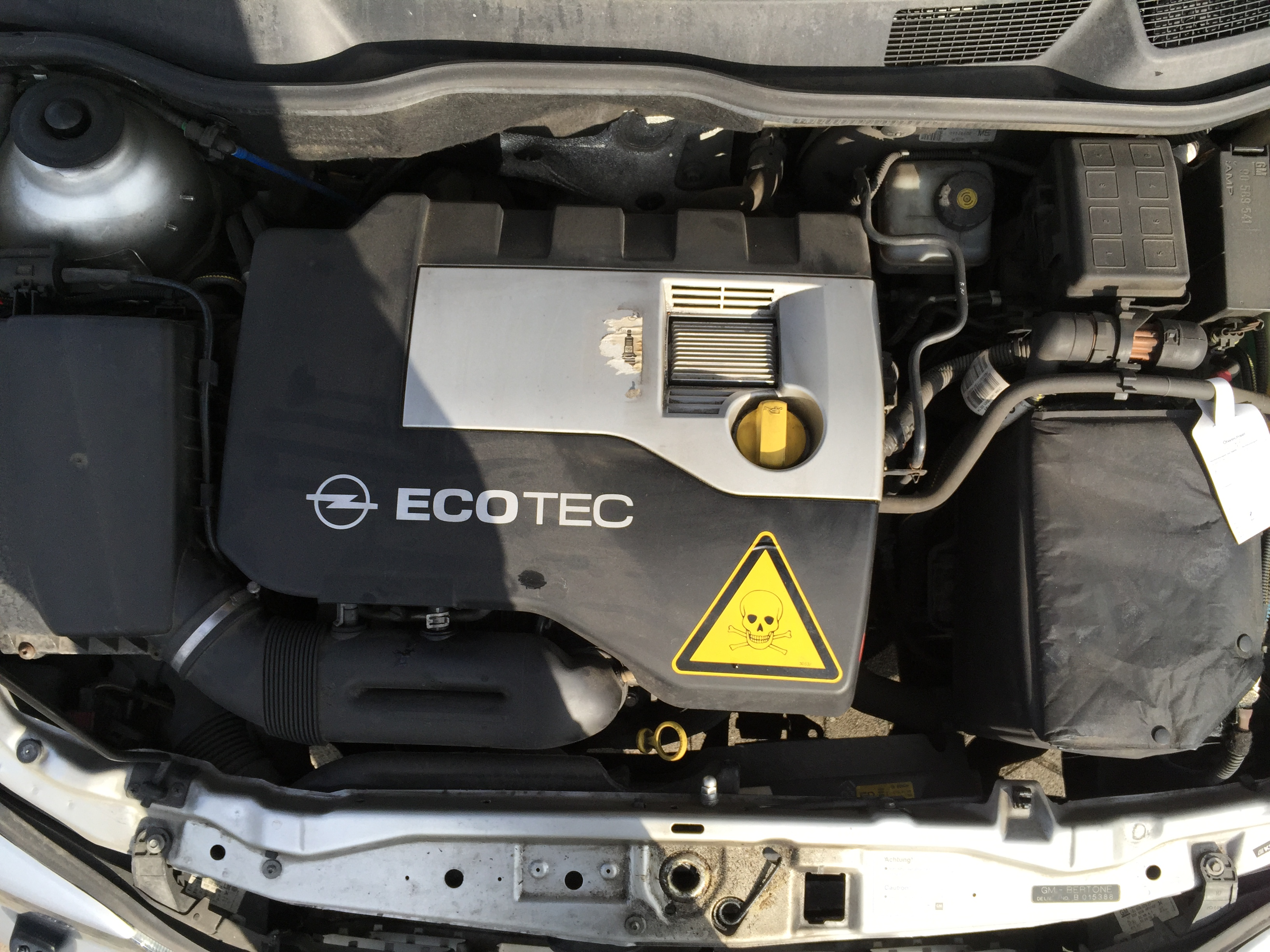
2,2-l-Motor Z22SE mit 108 kW (147 PS)

| Modell           | MKZ (1)      | Hubraum  | Leistung             | Drehmoment (Nm bei 1/min) | Verbrauch (l/100 km) gesamt (3) | CO2-Emission (g/km) (3) | Bauzeit         | Bemerkung                                      | Variante         |
| ---------------- | ------------ | -------- | -------------------- | ------------------------- | ------------------------------- | ----------------------- | --------------- | ---------------------------------------------- | ---------------- |
| 1.2 16V          | (X12XE) (5)  | 1199 cm³ | 48 kW (65 PS)/5600   | 110 / 4000                | 6,3 Liter Super                 | 147–154                 | 02.1998–09.2000 |                                                | 1, 3, 4          |
| 1.2 16V          | (Z12XE)      | 1199 cm³ | 55 kW (75 PS)/5600   | 110 / 4000                | 6,3 Liter Super                 | 147–154                 | 09.2000–07.2004 | löste zum Modelljahr 2001 den X12XE ab         | 1, 2, 3, 4       |
| 1.4 16V          | (X14XE)      | 1389 cm³ | 66 kW (90 PS)/6000   | 125 / 4000                | 7,2 Liter Super                 | 171–200                 | 02.1998–09.2000 | nur Exportmodelle                              | 1, 3, 4          |
| 1.4 16V          | (Z14XE)      | 1389 cm³ | 66 kW (90 PS)/6000   | 125 / 4000                | 7,2 Liter Super                 | 173–200                 | 09.2000–07.2004 | löste zum Modelljahr 2001 den X14XE ab         | 1, 2, 3, 4       |
| 1.4 16V Twinport | (Z14XEP)     | 1364 cm³ | 66 kW (90 PS)/5600   | 125 / 4000                | 7,2 Liter Super                 |                         | 10.2003–08.2009 | nur Astra Classic II (in Polen produziert)     | 2, 3, 4          |
| 1.6 8V           | (X16SZR)     | 1598 cm³ | 55 kW (75 PS)/5200   | 128 / 2800                | 7,3 Liter Super                 | 171–197                 | 02.1998–09.2000 |                                                | 1, 2, 3, 4       |
| 1.6 8V           | (Z16SE)      | 1598 cm³ | 64 kW (84 PS)/5400   | 138 / 2600                | 8,2 Liter Super                 | 168–201                 | 09.2000–07.2004 | löste zum Modelljahr 2001 den X16SZR ab        | 1, 2, 3, 4       |
| 1.6 CNG          | (Z16YNG)     | 1598 cm³ | 71 kW (97 PS)/6200   | 140 / 4200                | 4,6 kg H-Gas / 5,9 kg L-Gas     | 125-126                 | 03.2003–01.2005 | letzte noch produzierte Version – neben Cabrio | 4 (2)            |
| 1.6 16V          | (X16XEL) (5) | 1598 cm³ | 74 kW (101 PS)/6000  | 150 / 3600                | 7,8 Liter Super                 | 180–202                 | 02.1998–09.2000 |                                                | 1, 2, 3, 4       |
| 1.6 16V          | (Z16XE)      | 1598 cm³ | 74 kW (101 PS)/6000  | 150 / 3600                | 7,8 Liter Super                 | 168–197                 | 09.2000–12.2005 | löste zum Modelljahr 2001 den X16XEL ab        | 1, 2, 3, 4, 6    |
| 1.6 16V Twinport | (Z16XEP)     | 1598 cm³ | 76 kW (103 PS)/6000  | 147 / 3600                | 7,1 Liter Super                 |                         | 12.2002–08.2009 | neuer Motor mit Drallklappensystem             | 1, 2, 3, 4, 5, 6 |
| 1.8 16V          | (X18XE1)     | 1796 cm³ | 85 kW (116 PS)/5400  | 170 / 3400                | 7,0 Liter Super                 | 185–202                 | 02.1998–09.2000 |                                                | 1, 2, 3, 4, 5    |
| 1.8 16V          | (Z18XE)      | 1796 cm³ | 92 kW (125 PS)/5600  | 170 / 3800                | 8,2 Liter Super                 | 187–211                 | 09.2000–12.2005 | löste zum Modelljahr 2001 den X18XE1 ab        | 1, 2, 3, 4, 5, 6 |
| 1.8 16V          | (Z18XEL)     | 1796 cm³ | 85 kW (115 PS)/5600  | 170 / 3800                | 8,2 Liter Super                 |                         | 09.2000–07.2004 | nur für einige Exportländer                    | 1, 2, 3, 4       |
| 2.0 16V          | (X20XEV) (5) | 1998 cm³ | 100 kW (136 PS)/5600 | 188 / 3400                | 9,4 Liter Super                 | 200–231                 | 02.1998–09.2000 |                                                | 1, 2, 3, 4       |
| 2.0 16V          | (X20XER)     | 1998 cm³ | 118 kW (160 PS)/6500 | 188 / 4300                | 10,2 Liter Super                | 222                     | 11.1999–09.2002 | nur OPC 1                                      | 1                |
| 2.0 Turbo (16V)  | (Z20LET)     | 1998 cm³ | 140 kW (190 PS)/5400 | 250 / 1950–5300           | 9,8 Liter Super                 | 214                     | 09.2000–08.2001 |                                                | 5                |
| 2.0 Turbo (16V)  | (Z20LET)     | 1998 cm³ | 141 kW (192 PS)/5400 | 250 / 1950–5300           | 9,3 Liter Super                 |                         | 09.2002–06.2003 | OPC, bis 2002                                  | 1, 4, 5, 6       |
| 2.0 Turbo (16V)  | (Z20LET)     | 1998 cm³ | 147 kW (200 PS)/5600 | 250 / 1950–5300           | 9,3 Liter Super                 |                         | 12.2002–12.2005 | OPC, bis 2002                                  | 1, 4, 5, 6       |
| 2.2 16V          | (Z22SE)      | 2198 cm³ | 108 kW (147 PS)/5800 | 203 / 4000                | 8,7 Liter Super                 | 202–212                 | 06.2000–12.2005 | löste zum Modelljahr 2001 den X20XEV ab        | 1, 2, 3, 4, 5, 6 |

### Dieselmotoren
| Modell         | MKZ (1)  | Hubraum  | Leistung            | Drehmoment bei 1/min | Verbrauch (l/100 km) gesamt (3) | CO2-Emission (g/km) (3) | Bauzeit                             | Variante                                                |
| -------------- | -------- | -------- | ------------------- | -------------------- | ------------------------------- | ----------------------- | ----------------------------------- | ------------------------------------------------------- |
| 1.7 TD (8V)    | (X17DTL) | 1700 cm³ | 50 kW (68 PS)/4500  | 132 Nm / 1800–3250   | 5,9 Liter Diesel                | 158                     | 02.1998–08.2000                     | Dreitürer, Viertürer, Fünftürer, Caravan                |
| 1.7 DTI (16V)  | (Y17DT)  | 1686 cm³ | 55 kW (75 PS)/4400  | 165 Nm / 1800–3000   | 4,6 Liter Diesel                | 119–130                 | 02.2000–07.2004                     | Dreitürer, Viertürer, Fünftürer, Caravan                |
| 1.7 CDTI (16V) | (Z17DTL) | 1686 cm³ | 59 kW (80 PS)/4400  | 170 Nm / 1800–2800   | 4,5 Liter Diesel                | 119–126                 | 04.2003–01.2005 04.2003–08.2009 (2) | Dreitürer, Viertürer, Fünftürer, Caravan                |
| 2.0 DI (16V)   | (X20DTL) | 1995 cm³ | 60 kW (82 PS)/4300  | 185 Nm / 1800–2500   | 5,7 Liter Diesel                | 153                     | 02.1998–09.2000                     | Dreitürer, Viertürer, Fünftürer, Caravan                |
| 2.0 DI (16V)   | (Y20DTL) | 1995 cm³ | 60 kW (82 PS)/4300  | 185 Nm / 1500–2750   | 5,8 Liter Diesel                | 181                     | 09.2000–07.2004 (nur Exportmodelle) | Dreitürer, Viertürer, Fünftürer, Caravan                |
| 2.0 DTI (16V)  | (Y20DTH) | 1995 cm³ | 74 kW (101 PS)/4300 | 230 Nm / 1500–2500   | 6,0 Liter Diesel                | 151–154                 | 09.1999–07.2004                     | Dreitürer, Viertürer, Fünftürer, Caravan                |
| 2.2 DTI (16V)  | (Y22DTR) | 2172 cm³ | 92 kW (125 PS)/4000 | 280 Nm / 1500–2750   | 6,1 Liter Diesel                | 161–169                 | 09.2002–12.2005                     | Dreitürer, Viertürer, Fünftürer, Caravan, Coupé, Cabrio |